# Dasycaris zanzibarica
Dasycaris zanzibarica is een garnalensoort uit de familie van de Palaemonidae. De wetenschappelijke naam van de soort is voor het eerst geldig gepubliceerd in 1973 door Bruce.